# Козак, Мэрилин
Мэрилин С. Козак — американская учёная, профессор биохимии в медицинской школе Роберта Вуда Джонсона. Ранее она работала в Университете медицины и стоматологии Нью-Джерси до его объединения с Ратгерским университетом. Она получила степень доктора микробиологии в Университете Джонса Хопкинса, изучая синтез бактериофага MS2 под руководством Даниела Натанса. Изначально, планируя работать на факультете, она собиралась изучать механизм инициации трансляции эукариот — проблему, которая, как долгое время считалось, уже была решена Джоан Стейтц. Работая на факультете биологических наук Питтсбургского университета, она опубликовала серию исследований, в которых была установлена сканирующая модель инициации трансляции и Последовательность Козак. Ее текущие научные интересы неизвестны, поскольку ее последняя публикация была в 2008 году.

## Признание
Мэрилин Козак была включена в список 10 лучших женщин-ученых 80-х годов в статье, опубликованной The Scientist. Это звание присуждалось на основе количества цитирований опубликованных в 1981—1988 годах работ. В течение этого времени Козак цитировали 3107 раз. Ее наиболее цитируемая работа «Compilation and analysis of sequences upstream from the translational start site in eukaryotic mRNAs» была опубликована в 1984 году. В этой статье Мэрилин Козак осветила исследование, в результате которого количество известных клеточных мРНК увеличилось с 32 до 166.

## Разногласия
В марте 2001 года Козак опубликовала мини-обзор «Новые способы инициации трансляции у эукариот?» в журнале «Journal of Molecular and Cellular Biology». Это вызвало сопротивление со стороны научного сообщества. В своей публикации Козак рассказала о своих сомнениях в отношении роли участков внутренней посадки рибосомы (IRES). Наиболее решительно эти сомнения опроверг Роберт Шнайдер, который опубликовал ответную статью с тем же названием в том же журнале в декабре 2001. В этой статье Шнайдер утверждал, что, публикуя свой мини-обзор, Козак надеялась подтвердить обоснованность своих выводов. Далее он заявил, что публикация Козак не соответствовала научным стандартам и не должна была быть принята в журнал. Более поздние работы подтверждают заявление Козак о том, что существование большинства IRES не подтверждается имеющимися доказательствами. Дальнейшие последствия этого спора, включая предположение о том, что Козак была лишена финансирования Национальным институтом здравоохранения, были рассмотрены в записи в блоге «First Human Bioinformatician Criticizes Bad Science Of NIH-Funded Bigshots, Disappears», написанной в 2015 году.

## Научный вклад
Наряду с публикацией своих работ, Козак внесла свой вклад в научное сообщество, войдя в редакционный совет журнала «Journal of Molecular and Cellular Biology». В 1983—1991 годах она периодически числилась редактором журнала.

## Избранные работы
Это подборка работ Козак, но не полный их список.
- Kozak, M (October 1987). An analysis of 5'-noncoding sequences from 699 vertebrate messenger RNAs. Nucleic Acids Res. 15 (20): 8125–48. doi:10.1093/nar/15.20.8125. PMC 306349. PMID 3313277.[5]
- Kozak, M (November 1991). An analysis of vertebrate mRNA sequences: intimations of translational control. J. Cell Biol. 115 (4): 887–903. doi:10.1083/jcb.115.4.887. PMC 2289952. PMID 1955461.[16]
- Kozak, M (1986). Influences of mRNA secondary structure on initiation by eukaryotic ribosomes. Proc Natl Acad Sci U S A. 83 (9): 2850–4. Bibcode:1986PNAS...83.2850K. doi:10.1073/pnas.83.9.2850. PMC 323404. PMID 3458245.[17]
- Kozak, M. (1989). The scanning model for translation: an update. The Journal of Cell Biology. 108 (2): 229–241. doi:10.1083/jcb.108.2.229. PMC 2115416. PMID 2645293..
- Kozak, M (1987). At least six nucleotides preceding the AUG initiator codon enhance translation in mammalian cells. J Mol Biol. 196 (4): 947–50. doi:10.1016/0022-2836(87)90418-9. PMID 3681984.[18]
- Kozak, M (January 1986). Point mutations define a sequence flanking the AUG initiator codon that modulates translation by eukaryotic ribosomes. Cell. 44 (2): 283–92. doi:10.1016/0092-8674(86)90762-2. PMID 3943125. S2CID 15613863.[19]
- Kozak, M (1981). Possible role of flanking nucleotides in recognition of the AUG initiator codon by eukaryotic ribosomes. Nucleic Acids Res. 9 (20): 5233–52. doi:10.1093/nar/9.20.5233. PMC 327517. PMID 7301588.[20]
- Kozak, M (2008). Faulty old ideas about translational regulation paved the way for current confusion about how microRNAs function. Gene. 423 (2): 108–15. doi:10.1016/j.gene.2008.07.013. PMID 18692553.[7]